# Platycrepidius alajuelensis
Platycrepidius alajuelensis là một loài bọ cánh cứng trong họ Elateridae. Loài này được Johnson miêu tả khoa học năm 2000.